# Illinoisterritoriet
Illinoisterritoriet (engelska: Illinois Territory) var ett amerikanskt territorium, som existerade från 1 mars 1809 till 3 december 1818, då de södra delarna uppgick i den amerikanska delstaten Illinois, medan de norra tillfördes Michiganterritoriet.

## Tidigare tillhörighet
Området hade tidigare kallats Illinois Country under de franska åren, först som del av Franska Kanada och sedan som del av Franska Louisiana . Britterna fick makten över området 1763 genom Parisfreden, som innebar slutet på Fransk-indianska kriget. Under Amerikanska självständighetskriget, tog George Rogers Clark kontroll över området för Virginias räkning, vilket ledde till att Illinois blev ett county i Virginia. Staten gav senare upp alla territoriella anspråk norr om Ohiofloden till USA:s federala statsmakt, för att tillfredsställa kustlösa delstater.

## Tillkomst
Sedan området avträtts av Virginia tillhörde det Nordvästterritoriet (från 13 juli 1787 till 4 juli 1800), och sedan Indianaterritoriet, medan Ohio förberedde sig för att bli delstat. Den 3 februari 1809 godkände USA:s kongress lagen som skapade Illinoisterritoriet.

### Fotnoter
1. ↑  ”Illinois” (på engelska). World Statesmen. http://www.worldstatesmen.org/US_states_F-K.html#Illinois. Läst 20 juli 2015.